# Berat (listina)
Berat (turško berat iz arabščine barat) je sultanovo pismo ali listina s katero se dajejo posebne pravice.
Berat je sultanovo pismo ali listina, s katero se dajejo posebne pravice, npr. ko se kdo postavi na kak visok državni položaj, zlasti pa je to sultanovo pismo, ki ga dajo predstavniku tuje države s katerim mu je dodeljena pravica za opravljanje poslov.